# Wilfred Bungei
Wilfred Kipkemboi Bungei (Kabirirsang, Kenija, 24. srpnja 1980.) je kenijski srednjeprugaš te olimpijski pobjednik na 800 metara na Olimpijadi u Pekingu 2008. U istoj disciplini bio je i prvak na Svjetskom dvoranskom prvenstvu održanom 2006. u Moskvi.
Tokom školovanja, Wilfred Bungei se fokusirao na sprint prije nego što se opredjelio na utrke na 800 metara. Maturirao je 1998. u školi Samoei a iste godine je postao viceprvakom na Svjetskom atletskom juniorskom prvenstvu.
Na Svjetskom atletskom prvenstvu koje je 2001. održano u Edmontonu osvojio je srebro. Bungei je 2002. i 2003. bio rangiran kao najbolji svjetski trkač na 800 m. Najbolje vrijeme mu je 1:42.34 čime je svrstan na 7. mjesto najboljih trkača u povijesti. Bungei je i član štafete 4 x 800 m koja drži svjetski rekord.

## Privatni život
Tijekom atletske sezone, Wilfred Bungei se nalazi u Veroni. Oženjen je s Priscah Bungei s kojom ima dva sina.
Nekoliko Bungeijevih rođaka također su trkači. Njegov brat Sammy Kurgat je 2008. pobijedio na maratonu u Kolnu. Njegova rođakinja Wilson Kipketer je kao atletičarka nastupala za Dansku.

## Olimpijske igre

### OI 2008.
| RANG | ATLETIČAR           | Vrijeme |
| ---- | ------------------- | ------- |
|      | Wilfred Bungei      | 1:44.65 |
|      | Ismail Ahmed Ismail | 1:44.70 |
|      | Alfred Kirwa Yego   | 1:44.82 |
| 4.   | Gary Reed           | 1:44.94 |
| 5.   | Yusuf Saad Kamel    | 1:44.95 |
| 6.   | Yeimer López        | 1:45.88 |
| 7.   | Nabil Madi          | 1:45.96 |
| 8.   | Nadjim Manseur      | 1:47.19 |